# Blaž Antun Kovačević
Blaž Antun Kovačević (Kraljeva Velika, 1738. – Bruxelles, 31. svibnja 1794.) je bio general bojnik u Habsburškoj Monarhiji. Bio je časnik Brodske pukovnije.
Borio se u Sedmogodišnjem ratu, ratu za bavarsko nasljedstvo i Prvom koalicijskom ratu na njemačkom ratištu. U potonjem je smrtno ranjem kod Tournaia.
Stariji je brat general-bojnika Ivana Kovačevića.